# Provinz Cangallo
Die Provinz Cangallo gehört zur Verwaltungsregion Ayacucho in Südwest-Peru. Sie besitzt eine Fläche von 1916 km². Bei der Volkszählung 2017 wurden in der Provinz 30.443 Einwohner gezählt. 10 Jahre zuvor betrug die Einwohnerzahl 34.902. Verwaltungssitz ist Cangallo.

## Geographische Lage
Die Provinz Cangallo liegt im Norden der Region Ayacucho. Die Provinz erstreckt sich über das Andenhochland. Entlang der südlichen Provinzgrenze verläuft der Oberlauf des Río Pampas (auch Río Cangallo). Im Norden der Provinz entspringt der Río Cachi, rechter Nebenfluss des Río Mantaro. Die Provinz hat eine Längsausdehnung in WNW-OSO-Richtung von 95 km sowie eine maximale Breite von 25 km. Die Provinzhauptstadt Cangallo liegt an der südöstlichen Provinzgrenze im Flusstal des Río Pampas.
Die Provinz Cangallo grenzt im Norden an die Provinz Huamanga, im Osten an die Provinz Vilcas Huamán sowie im Süden an die Provinz Víctor Fajardo. Westlich der Provinz liegt die Region Huancavelica.

## Verwaltungsgliederung
Die Provinz Cangallo besteht aus 6 Distrikten. Der Distrikt Cangallo ist Sitz der Provinzverwaltung.
| Distrikt                | Verwaltungssitz |
| ----------------------- | --------------- |
| Cangallo                | Cangallo        |
| Chuschi                 | Chuschi         |
| Los Morochucos          | Pampa Cangallo  |
| María Parado de Bellido | Pomabamba       |
| Paras                   | Paras           |
| Totos                   | Totos           |